# العلاقات الإماراتية الكندية
العلاقات الإماراتية الكندية هي العلاقات الثنائية التي تجمع بين الإمارات العربية المتحدة وكندا.

## مقارنة بين البلدين
هذه مقارنة عامة ومرجعية للدولتين:
| وجه المقارنة                                              | الإمارات العربية المتحدة | كندا                     |
| --------------------------------------------------------- | ------------------------ | ------------------------ |
| المساحة (كم2)                                             | 83.60 ألف                | 9.98 مليون               |
| عدد السكان (نسمة)                                         | 9.40 مليون               | 35.70 مليون              |
| الكثافة السكانية (ن./كم²)                                 | 112.44                   | 3.58                     |
| العاصمة                                                   | أبو ظبي                  | أوتاوا                   |
| اللغة الرسمية                                             | اللغة العربية            | لغة إنجليزية، لغة فرنسية |
| العملة                                                    | درهم إماراتي             | دولار كندي               |
| الناتج المحلي الإجمالي (بليون دولار)                      | 382.58 مليار             | 1.65 تريليون             |
| الناتج المحلي الإجمالي (تعادل القوة الشرائية) بليون دولار | 640.72 مليار             | 1.59 تريليون             |
| الناتج المحلي الإجمالي الاسمي للفرد دولار أمريكي          | 40.44 ألف                | 43.25 ألف                |
| الناتج المحلي الإجمالي للفرد دولار أمريكي                 | 67.67 ألف                | 45.07 ألف                |
| مؤشر التنمية البشرية                                      | 0.835                    | 0.913                    |
| رمز المكالمات الدولي                                      | +971                     | +1                       |
| رمز الإنترنت                                              | .ae، .امارات             | .ca                      |
| المنطقة الزمنية                                           | ت ع م+04:00              |                          |

## مدن متوأمة
في ما يلي قائمة باتفاقيات التوأمة بين مدن إماراتية وكندية:
- ترتبط دبي مع فانكوفر باتفاقية توأمة منذ 1997.[14][14][14][14]

## منظمات دولية مشتركة
يشترك البلدان في عضوية مجموعة من المنظمات الدولية، منها:
| علم المنظمة | اسم المنظمة                               | تاريخ انضمام الإمارات العربية المتحدة | تاريخ انضمام كندا |
| ----------- | ----------------------------------------- | ------------------------------------- | ----------------- |
|             | مؤسسة التنمية الدولية                     | 23 ديسمبر 1981                        | 24 سبتمبر 1960    |
|             | البنك الإفريقي للتنمية                    | ?                                     | ?                 |
|             | المنظمة الهيدروغرافية الدولية             | ?                                     | ?                 |
|             | مؤسسة التمويل الدولية                     | 30 سبتمبر 1977                        | 20 يوليو 1956     |
|             | منظمة حظر الأسلحة الكيميائية              | ?                                     | ?                 |
|             | يونسكو                                    | 20 أبريل 1972                         | 4 نوفمبر 1946     |
|             | الأمم المتحدة                             | 9 ديسمبر 1971                         | 9 نوفمبر 1945     |
|             | الاتحاد الدولي للاتصالات                  | 27 يونيو 1972                         | 1 يوليو 1908      |
|             | منظمة الشرطة الجنائية الدولية             | ?                                     | ?                 |
|             | البنك الدولي للإنشاء والتعمير             | 22 سبتمبر 1972                        | 27 ديسمبر 1945    |
|             | الاتحاد البريدي العالمي                   | ?                                     | ?                 |
|             | المركز الدولي لتسوية المنازعات الاستشارية | 22 يناير 1982                         | 1 ديسمبر 2013     |
|             | وكالة ضمان الاستثمار متعدد الأطراف        | 20 أكتوبر 1993                        | 12 أبريل 1988     |
|             | منظمة التجارة العالمية                    | ?                                     | ?                 |
|             | الفريق المعني برصد الأرض                  | ?                                     | ?                 |

## أعلام
هذه قائمة لبعض الشخصيات التي تربطها علاقات بالبلدين:
- كينيث د. تايلور (دبلوماسي كندي، 5 أكتوبر 1934 – 15 أكتوبر 2015[21])

## وصلات خارجية
- موقع وزارة الخارجية الإماراتية
- موقع وزارة الخارجية الكندية